# Hitman: Blood Money
Hitman: Blood Money este un joc video stealth din 2006 dezvoltat de IO Interactive și publicat de Eidos Interactive pentru Microsoft Windows, PlayStation 2, Xbox și Xbox 360. Este a patra versiune din seria de jocuri video Hitman.

## Gameplay
Povestea urmărește viața unui hitman profesionist, agentul 47, așa cum este povestită de un fost director al FBI către un jurnalist care îl intervievează. Jocul a fost un succes critic și comercial pentru Eidos, care a vândut peste 2,1 milioane de exemplare. Predecesorii săi, Silent Assassin și Hitman Contracts, au fost lansate pe PlayStation 3 și Xbox 360 în ianuarie 2013 sub numele de Hitman HD Trilogy. Versiunile remasterizate de Blood Money și succesorul său, Hitman: Absolution, au fost lansate pentru PlayStation 4 și Xbox One, ca parte a colecției Hitman HD Enhanced.